# الویس ۱۷۰۵۹
سیارک ۱۷۰۵۹ (به انگلیسی: 17059 Elvis، نامگذاری:1999GX5) هفده هزار و پنجاه و نهمین سیارک کشف شده‌است که در ۱۵ آوریل ۱۹۹۹ کشف شد.
قدر مطلق سیارک برابر ۱۴٫۶۰ است.